# Courtney B. Vance
Courtney Bernard Vance (Detroit, 12 de março de 1960) é um ator americano conhecido por seu papel no filme A Caçada ao Outubro Vermelho, bem como pela série de televisão Law & Order: Criminal Intent, onde interpretou o promotor Ron Carver.

## Carreira
Sua carreira iniciou-se em 1983 no filme First Affair. Atuou na série da TNT, The Closer, interpretando o Chefe Tommy Delk. Em 2013 ganhou o Prêmio Tony de Melhor Ator por seu papel em Lucky Guy. Em 2016 o ator atuou na série American Crime Story.